# Diamantino Pedro Azevedo
Diamantino Pedro Azevedo (* 12. Juli 1963 in Porto Amboim) ist ein angolanischer Bergbauingenieur und seit September 2017 Minister für mineralische Ressourcen und Erdöl in Angola.

## Leben
Nach Abschluss der Sekundarschule in Porto Amboim im Jahr 1978 studierte er zunächst Geologie an der Universidade Agostinho Neto in Luanda. Anschließend nahm er 1985–1986 an einem Deutschkurs für Studienanfänger in Nordhausen teil, bevor er an der Technischen Universität Bergakademie Freiberg Bergbau studierte. Nach dem Diplomabschluss 1991 studierte er ein Jahr an der Technischen Universität Clausthal und wechselte danach an die Technische Universität Berlin, wo er 1997 promoviert wurde. Nach seinem Studium war er von 1997 bis 2002 als Berater im Ministerium für Geologie und Bergbau tätig, von 2002 bis 2006 war er Generaldirektor des Southern and Eastern African Mineral Centre (SEAMIC) mit Sitz in Daressalaam, gleichzeitig lehrte er von 1998 bis 2012 im Fachbereich Bergbau an der Universidade Agostinho Neto. Von 2006 bis 2017 war er Präsident des Verwaltungsrats der staatlichen Minengesellschaft Ferrangol. Er hatte außerdem die Funktion des Generalsekretärs der Initiative Communities, Artisanal and Small-Scale Mining (CASM) der Weltbank und der südafrikanischen Gesellschaft African Mining Network (AMN) inne. Er ist unter anderem Mitglied beim Ring Deutscher Bergingenieure. Er gehört seit dem 28. September 2017 dem Kabinett Lourenço an. Im August 2018 begleitete er Präsident João Lourenço bei seinem ersten offiziellen Deutschlandbesuch.

## Politische Positionen
Azevedo war durch seinen langjährigen Studienaufenthalt in der DDR und im wiedervereinigten Deutschland in der besonderen Lage, sowohl die reale sozialistische Planwirtschaft als auch die soziale Marktwirtschaft persönlich kennenzulernen. Das hat auch seine politischen Positionen beeinflusst. Seine Einstellung zu staatlichen Monopolunternehmen haben sich im Lauf der Zeit stark verändert. Als Bergbaustudent in Deutschland vertrat er die Meinung, es sei gut für ein Land, wenn sich die Förderunternehmen in staatlicher Hand befänden. Während seines Berufslebens im Bergbausektor kam er jedoch zu der Erkenntnis, dass es falsch ist, wenn Staatsunternehmen die Förderkonzessionen besitzen und auch den Betrieb durchführen. Stattdessen müssten unabhängige Firmen die Konzessionen besitzen, der Staat sollte nur die politischen Rahmenbedingungen festlegen, wie er in einer Rede in Kapstadt ausführte.
Als Minister setzt er sich für eine weitere Marktöffnung des Landes und eine Abkehr von staatlichen Monopolgesellschaften im Bereich der Erdöl-, Phosphat- und Diamantenförderung sowie für eine Liberalisierung bei der Verteilung der Erdölprodukte ein. Er unterzeichnete im März 2018 Dekrete, die dem italienischen Unternehmen ENI eine Beteiligung von 48 % an einem Ölfeld in Cabinda rückwirkend zum März 2015 erlauben. Er begab sich im August 2019 auf eine internationale „Roadshow“, um für private Investitionen in diesen Sektor zu werben. Er wünscht sich eine größere Rolle Deutschlands bei der wissenschaftlichen Erkundung der Geologie und der Bodenschätze Angolas sowie die technische Ausbildung von Angolanern auf deutschen Universitäten, Berufsbildungsstätten und wissenschaftlichen Forschungszentren in Deutschland.

## Veröffentlichungen
- Ein Beitrag zur Erarbeitung einer Entwicklungsstrategie für den Bausektor von Entwicklungsländern beim Übergang von der Planwirtschaft zur Marktwirtschaft (dargestellt am Beispiel der Republik Angola) Dissertation (1997)
- Lehrbücher für Studenten des 5. Studienjahrs der Fakultät für Bergbau an der Universidade Agostinho Neto (1999–2001)
- Contribuição para a elaboração de uma política e de uma estratégia para o relançamento do sector mineiro de Angola (2003)
- The Role of SEAMIC, Industrial Minerals Magazine (2004)
- Recursos minerais de Angola e o desenvolvimento sustentável, contribuição para a elaboração de políticas e estratégias para um sector mineiro (2005)